# David Eddy
David John Eddy (* Mai 1944) ist ein ehemaliger englischer Badmintonspieler.

## Karriere
David Eddy siegte bei den ersten Europameisterschaften 1968 im Herrendoppel mit Roger Powell. Zwei Jahre später gewann er den Titel im Mixed mit Susan Whetnall. Er siegte des Weiteren unter anderem bei den Swedish Open, den US Open, den Dutch Open, den Scottish Open, den German Open, den Portugal International, den Welsh International, den Malta International, den Canada Open und den Irish Open.

## Sportliche Erfolge
| Saison | Veranstaltung                  | Disziplin    | Platz | Name                         |
| ------ | ------------------------------ | ------------ | ----- | ---------------------------- |
| 1968   | Europameisterschaft            | Herrendoppel | 1     | David Eddy / Roger Powell    |
| 1968   | Scottish Open                  | Herrendoppel | 1     | David Eddy / Roger Powell    |
| 1969   | England: Einzelmeisterschaften | Herrendoppel | 1     | David Eddy / Roger Powell    |
| 1969   | All England                    | Herrendoppel | 2     | David Eddy / Roger A. Powell |
| 1969   | Irish Open                     | Herrendoppel | 1     | David Eddy / Roger Powell    |
| 1970   | Dutch Open                     | Herrendoppel | 1     | David Eddy / Roger Powell    |
| 1970   | Europameisterschaft            | Herrendoppel | 3     | David Eddy / Roger Powell    |
| 1970   | Europameisterschaft            | Mixed        | 1     | David Eddy / Susan Whetnall  |
| 1970   | All England                    | Herrendoppel | 2     | David Eddy / Roger A. Powell |
| 1972   | Swedish Open                   | Mixed        | 1     | David Eddy / Gillian Gilks   |
| 1973   | Dutch Open                     | Herrendoppel | 1     | David Eddy / Eddy Sutton     |
| 1974   | All England                    | Mixed        | 1     | David Eddy / Sue Whetnall    |
| 1975   | Denmark Open                   | Herrendoppel | 1     | David Eddy / Eddy Sutton     |
| 1975   | England: Einzelmeisterschaften | Herrendoppel | 1     | David Eddy / Eddy Sutton     |
| 1975   | Dutch Open                     | Mixed        | 1     | David Eddy / Susan Whetnall  |
| 1976   | US Open                        | Mixed        | 1     | David Eddy / Susan Whetnall  |
| 1977   | Welsh International            | Mixed        | 1     | David Eddy / Barbara Giles   |
| 1977   | Canadian Open                  | Mixed        | 1     | David Eddy / Nora Perry      |
| 1977   | Welsh International            | Herrendoppel | 1     | David Eddy / Eddy Sutton     |
| 1977   | Welsh International            | Herreneinzel | 1     | David Eddy                   |
| 1977   | Dutch Open                     | Herrendoppel | 1     | David Eddy / Eddy Sutton     |
| 1977   | German Open                    | Mixed        | 1     | David Eddy / Barbara Giles   |
| 1978   | Europameisterschaft            | Herrendoppel | 3     | David Eddy / Eddy Sutton     |
| 1978   | Welsh International            | Herrendoppel | 1     | David Eddy / Eddy Sutton     |
| 1980   | Portugal International         | Herreneinzel | 1     | David Eddy                   |
| 1980   | Portugal International         | Herrendoppel | 1     | David Eddy / Elliot Stuart   |
| 1980   | Northumberland International   | Herrendoppel | 1     | David Eddy / Eddy Sutton     |
| 1981   | Malta International            | Herreneinzel | 1     | David Eddy                   |
| 1982   | Welsh International            | Herrendoppel | 1     | David Eddy / Eddy Sutton     |
| 1983   | Malta International            | Herrendoppel | 1     | David Eddy / Chris Baxter    |
| 1983   | Malta International            | Herreneinzel | 1     | David Eddy                   |
| 1986   | Portugal International         | Herrendoppel | 1     | David Eddy / Elliot Stuart   |
| 1987   | Portugal International         | Herrendoppel | 1     | David Eddy / Elliot Stuart   |